# Carlyle, Illinois
Carlyle är en stad (city) i den amerikanska delstaten Illinois med en yta av 8 km² och en folkmängd som uppgår till 3 406 invånare (2000). Carlyle är administrativ huvudort i Clinton County, Illinois.